# Saint-Étienne-de-Chomeil
Saint-Étienne-de-Chomeil é uma comuna francesa na região administrativa de Auvérnia-Ródano-Alpes, no departamento de Cantal. Estende-se por uma área de 28,18 km². Em 2010 a comuna tinha 247 habitantes (densidade: 8,8 hab./km²).